# Jogos Sul-Americanos de 2014
Jogos Sul-Americanos de 2014, oficialmente X Jogos Sul-Americanos (em espanhol: X Juegos Sudamericanos, em inglês: 10th South American Games), foi a décima edição do evento multiesportivo em que disputaram atletas de nações filiadas à Organização Desportiva Sul-Americana. Este evento teve como sede a cidade de Santiago, capital do Chile e subsede a V Região do Chile, com eventos nas comunas de Curauma, Higuerillas, Quilhota e Viña del Mar.
Entre 7 e 18 de março de 2014 atletas representando 14 Comités Olímpicos Nacionais disputaram provas de 43 diferentes modalidades esportivas.

## Eleição da cidade-sede
A decisão sobre a eleição de Santiago como cidade-sede da edição de 2014 dos Jogos Sul-Americanos foi tomada em Buenos Aires, Argentina, em 7 de novembro de 2006, durante a Assembleia Geral da Organização Desportiva Sul-Americana (ODESUR). Na eleição realizada, Medellín obteve oito votos, pelos quais realizou a edição de 2010, contra seis de Santiago pelos quais foi eleita sede para 2014. Todavia, uma Assembleia Geral da ODESUR, ocorrida em Montevidéu, em maio de 2009, ratificou a cidade como sede.

## Organização

### Antecedentes
Na Assembleia Geral da ODESUR, realizada em 19 de março de 2010, foram discutidas as dúvidas que haviam surgido sobre a possibilidade de  Santiago organizar a edição dos Jogos de 2014 após os acontecimentos do sismo do Chile de 2010. Decidiu-se dar um prazo até 30 de setembro ao Comitê Organizador de Santiago 2014 para reavaliar junto ao Governo do Chile se haveria condições e possibilidades de organizar o evento.

### Locais de competição

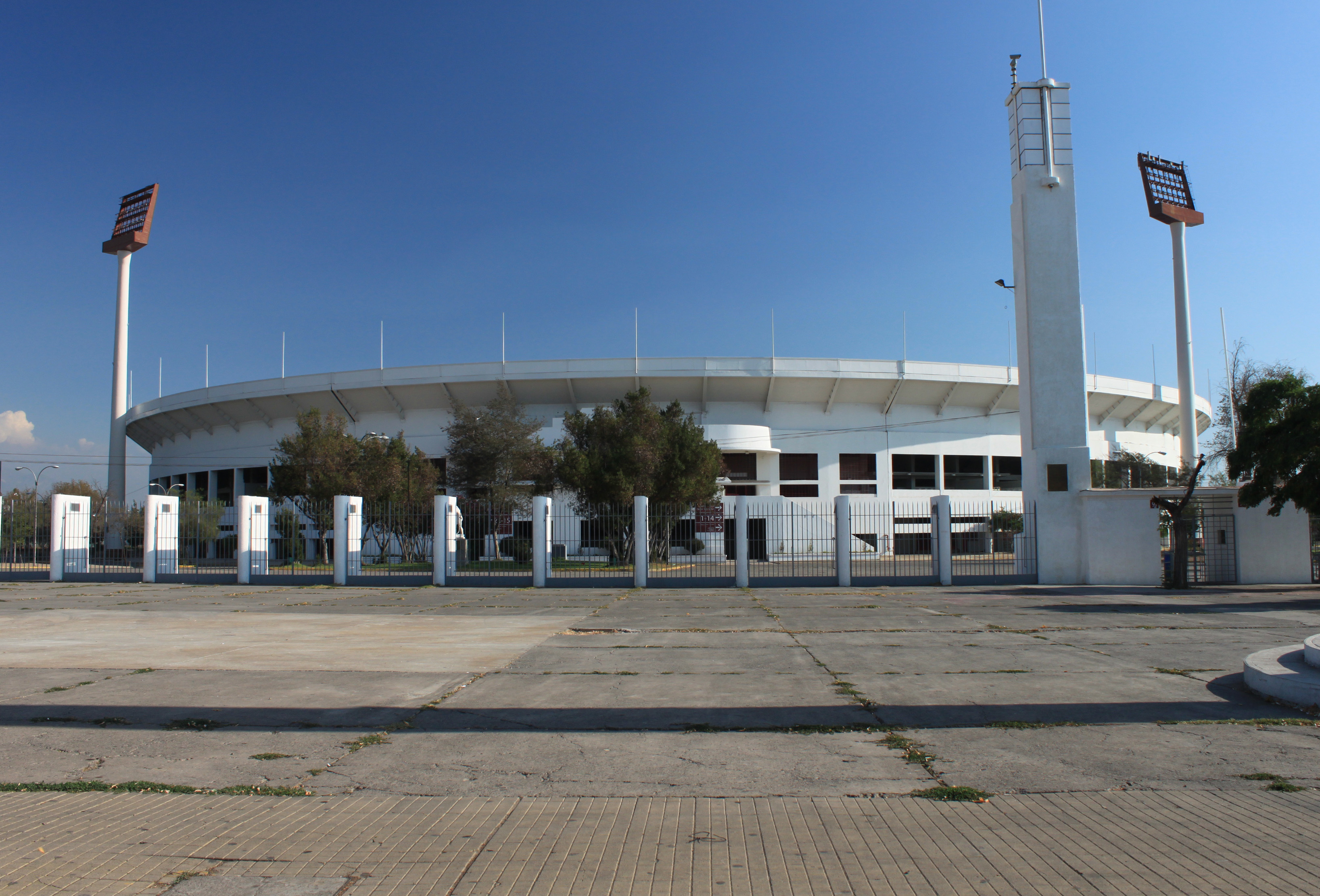
Estádio Nacional, sede dos eventos de atletismo

Dentre as principais reformas anunciadas pelo governo do Chile e o Comitê Olímpico do Chile está a reforma da piscina do Estádio Nacional.
Um dos projetos mais ambiciosos é o desenvolvimento do Parque Desportivo em Laguna Caren, comuna Pudahuel. Estas terras são, administrativamente, da Universidade do Chile, uma instituição que está se desenvolvendo bem em uma cidade universitária que a propriedade, juntamente com um Parque de Ciência e Tecnologia. Também, a remodelagem nos estádios de futebol será usado na Copa América a ser realizada no ano seguinte.

## Transmissão no Brasil
A emissora Rede Record possuía o direito de transmissão dos Jogos Sul-Americanos. Por razões não declaradas abertamente pela mesma, que havia levado ao ar o evento de quatro anos antes em Medellín, a edição de 2014 acabou deixando de ser televisionada.

## Países participantes
Quatorze nações enviaram representantes aos Jogos. Uma a menos que nos jogos anteriores, pois após a dissolução das Antilhas Neerlandesas o país não pode mais ser representado. O número de atletas de cada delegação encontra-se dentro de parênteses à frente do nome de cada país.
| - Argentina (515) - Aruba (10) - Bolívia (120) - Brasil (504) - Chile (589) | - Colômbia (403) - Equador (265) - Guiana (8) - Panamá (39) - Paraguai (191) | - Peru (262) - Suriname (27) - Uruguai (130) - Venezuela (380) |

## Esportes
Quarenta e três modalidades fizeram parte do programa dos Jogos, são elas:
| - Atletismo - Basquetebol - Boliche - Boxe - Canoagem - Caratê - Ciclismo: - BMX-Bicicros - Ciclismo de pista - Ciclismo de estrada - Mountain bike - Esgrima - Esqui aquático | - Futebol: - Futebol de areia - Futsal - Futebol - Ginástica: - Ginástica artística - Ginástica rítmica - Golfe - Handebol - Hipismo - Hóquei sobre grama - Judô | - Halterofilismo - Lutas - Desportos aquáticos: - Salto ornamental - Nado sincronizado - Natação - Natação de águas abertas - Polo aquático - Patinação: - Patinação de velocidade - Patinação artística - Pentatlo moderno | - Remo - Rugby - Taekwondo - Tênis - Tênis de mesa - Tiro com arco - Tiro olímpico - Triatlo - Vela - Voleibol: - Voleibol - Voleibol de praia |

## Calendário
| ● | Abertura | ● | Práticas | ● | Competições | ● | Finais | ● | Encerramento |

| Março                   | 6 | 7  | 8  | 9  | 10 | 11 | 12 | 13 | 14 | 15 | 16 | 17 | 18 | T   |
| ----------------------- | - | -- | -- | -- | -- | -- | -- | -- | -- | -- | -- | -- | -- | --- |
| Cerimônias              |   | CA |    |    |    |    |    |    |    |    |    |    | CE |     |
| Atletismo               |   |    |    |    |    |    |    | ●  | ●  | ●  | ●  |    |    | 42  |
| Basquetebol             |   |    |    |    |    |    |    |    |    |    | ●  |    |    | 2   |
| Boliche                 |   |    |    |    |    |    |    | ●  | ●  |    |    |    |    | 2   |
| Boxe                    |   |    |    |    |    |    |    |    |    |    |    |    | ●  | 13  |
| Canoagem                |   |    |    |    |    |    | ●  | ●  | ●  |    |    |    |    | 12  |
| Caratê                  |   | ●  | ●  | ●  |    |    |    |    |    |    |    |    |    | 10  |
| Ciclismo                |   |    | ●  | ●  |    | ●  | ●  | ●  | ●  | ●  | ●  |    |    | 18  |
| Esgrima                 |   |    |    |    |    |    | ●  | ●  | ●  | ●  | ●  | ●  |    | 10  |
| Esqui aquático          |   | ●  |    | ●  |    |    |    |    |    |    |    |    |    | 10  |
| Futebol                 |   |    |    |    |    |    |    |    |    |    | ●  | ●  |    | 2   |
| Futsal                  |   |    |    |    |    |    |    |    |    |    |    | ●  |    | 1   |
| Ginástica               |   |    | ●  | ●  | ●  | ●  |    |    |    |    |    | ●  | ●  | 11  |
| Golfe                   |   |    |    |    |    |    |    |    |    |    | ●  |    |    | 2   |
| Handebol                |   |    |    |    |    |    |    |    |    | ●  | ●  |    |    | 2   |
| Hipismo                 |   |    | ●  | ●  |    | ●  |    |    | ●  |    | ●  |    |    | 4   |
| Hóquei sobre grama      |   |    |    |    |    |    |    |    |    |    | ●  |    |    | 2   |
| Judô                    |   |    |    |    |    | ●  | ●  | ●  | ●  |    |    |    |    | 14  |
| Levantamento de peso    |   |    |    |    |    |    |    | ●  | ●  | ●  | ●  |    |    | 15  |
| Lutas                   |   |    | ●  | ●  | ●  |    |    |    |    |    |    |    |    | 17  |
| Nado sincronizado       | ● | ●  |    |    |    |    |    |    |    |    |    |    |    | 3   |
| Natação                 |   | ●  | ●  | ●  | ●  |    |    |    |    |    | ●  | ●  |    | 41  |
| Patinação artística     |   |    |    |    |    | ●  |    |    |    |    |    |    |    | 2   |
| Patinação de velocidade |   |    | ●  | ●  |    |    |    |    |    |    |    |    |    | 6   |
| Remo                    |   |    | ●  | ●  |    |    |    |    |    |    |    |    |    | 7   |
| Rugby                   |   |    |    | ●  |    |    |    |    |    |    |    |    |    | 2   |
| Saltos ornamentais      |   |    |    |    |    |    |    |    |    | ●  | ●  |    |    | 3   |
| Taekwondo               |   |    |    |    |    |    |    |    |    |    | ●  | ●  | ●  | 8   |
| Tênis                   |   |    |    |    |    |    |    |    |    |    | ●  |    |    | 5   |
| Tênis de mesa           |   |    |    |    |    |    | ●  |    | ●  |    | ●  |    |    | 6   |
| Tiro                    |   |    |    |    |    |    |    | ●  | ●  | ●  | ●  | ●  | ●  | 14  |
| Tiro com arco           |   |    |    |    |    |    | ●  | ●  | ●  | ●  | ●  |    |    | 5   |
| Triatlo                 |   |    | ●  | ●  |    |    |    |    |    |    |    |    |    | 3   |
| Vela                    |   |    |    |    |    |    |    |    |    |    |    | ●  |    | 6   |
| Voleibol                |   |    |    |    |    |    | ●  |    |    |    |    | ●  |    | 2   |
| Voleibol de praia       |   |    |    |    |    |    |    |    |    | ●  |    |    |    | 2   |
| Finais                  | 6 | 13 | 38 | 52 | 46 | 27 | 56 | 33 | 53 | 61 | 47 | 44 | 7  | 301 |

## Medalhas
Segue-se o quadro abaixo.
     País-sede destacado
| Ordem | País      | Medalha de ouro | Medalha de prata | Medalha de bronze | Total |
| ----- | --------- | --------------- | ---------------- | ----------------- | ----- |
| 1     | Brasil    | 110             | 69               | 79                | 258   |
| 2     | Colômbia  | 53              | 49               | 64                | 166   |
| 3     | Venezuela | 47              | 40               | 63                | 150   |
| 4     | Argentina | 46              | 57               | 56                | 159   |
| 5     | Chile     | 27              | 52               | 50                | 129   |
| 6     | Equador   | 14              | 22               | 37                | 73    |
| 7     | Peru      | 9               | 13               | 18                | 40    |
| 8     | Panamá    | 4               | 3                | 8                 | 15    |
| 9     | Paraguai  | 3               | 5                | 2                 | 10    |
| 10    | Uruguai   | 3               | 4                | 5                 | 12    |